# 哈費萊卡爾峰

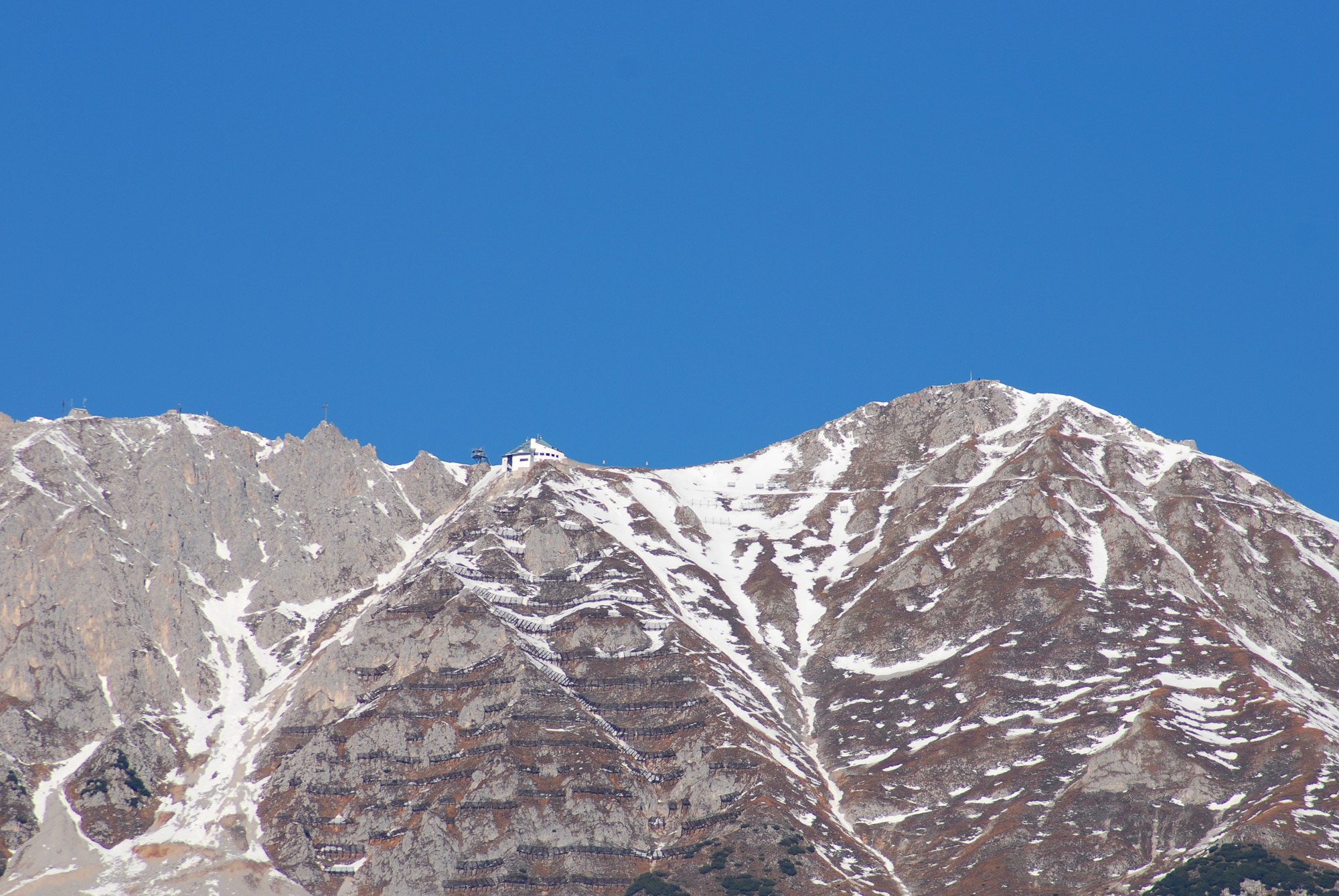

47°18′46″N 11°23′11″E / 47.312828°N 11.38632°E
哈費萊卡爾峰（德語：Hafelekarspitze），是奧地利的山峰，位於該國西部，由蒂羅爾州負責管轄，屬於卡爾文德爾山脈的一部分，海拔高度2,334米，每年平均降雨量1,666毫米。